# 52295 Koppen
52295 Koppen este o planetă minoră (asteroid), cu un diametru de 1,952 km, din centura de asteroizi. A fost descoperită pe 15 noiembrie 1990 la Observatorul La Silla de Eric Walter Elst. 
Obiectul prezintă o orbită caracterizată de o semiaxă mare de 2,5267391231694 UAi, o excentricitate de 0,18, o înclinație de 5,4 ° în raport cu ecliptica.